# Iraota luzoniensis
Iraota luzoniensis är en fjärilsart som beskrevs av Siuiti Murayama och Okamura 1973. Iraota luzoniensis ingår i släktet Iraota och familjen juvelvingar. Inga underarter finns listade i Catalogue of Life.